# 1963 chez Disney
Cet article présente la liste des évènements de la Walt Disney Productions ayant eu lieu en 1963.

## Événements

### Janvier
- 18 janvier 1963, Sortie du film Après lui, le déluge aux États-Unis[1]

### Mars
- 23 mars 1963, Sortie du film Le Grand Retour aux États-Unis[2]

### Juin
- 1er juin 1963, Sortie du film Sam l'intrépide aux États-Unis[3]
- 23 juin 1963, Ouverture de l'attraction Enchanted Tiki Room à Disneyland[4]

### Juillet
- 7 juillet 1963, Sortie du film L'Été magique aux États-Unis[5]

### Septembre
- 20 septembre 1963, Décès de Frank Tipper, animateur[6]

### Octobre
- 20 septembre 1963, Première du film L'Incroyable Randonnée aux États-Unis[7]

### Novembre
- 30 octobre 1963, Sortie nationale du film L'Incroyable Randonnée aux États-Unis[7]

### Décembre
- 25 décembre 1963, Première mondiale du film Merlin l'Enchanteur aux États-Unis[8],[9],[10],[11],[12]